# De Negri Antica Distilleria
De Negri Antica Distilleria sin dal 1933 è un'azienda italiana nel settore della distillazione di grappa e produzione liquori. Soci fondatori di Unindustria Treviso nel 1945.
Ha ottenuto premi Concours Mondial de Bruxelles e all'International Wine and Spirit Competition di Londra.

## Premi maggiori
- International Wine & Spirit Competition (2011) - Graspa dei amighi (Premio Medaglia d'Oro (Gold Best in Class) - Londra)[1]
- International Wine & Spirit Competition (2009) - Grappa Barrique (Premio Silver - Londra)[1]
- International Wine & Spirit Competition (2008) - Grappa De Negri Plurivitigno (Premio Silver - Londra)[1]
- International Wine & Spirit Competition Best in Class (2007) - Grappa Barrique (Premio Silver - Londra)[2]
- International Wine & Spirit Competition (2007) - Graspa dei amighi (Premio Silver - Londra)[2]
- Brussels Spirits Award (2003) - Grappa De Negri Prosecco (Medaglia d'argento)[2]
- Brussels Spirits Award (1999) - Grappa Monovitigno di Prosecco (Medaglia d'argento)[2]